# Čichový receptor
Čichový (olfaktorický) receptor je receptor na povrchu olfaktorických neuronů v čichovém epitelu, který umožňuje čich, tedy vnímání pachů. Tyto receptory jsou členové rodiny receptorů spřažených s G-proteinem. U savců je známo až 1 000 genů pro olfaktorické receptory, tedy teoreticky 1 000 různých receptorů. U člověka však mnohé z nich nejsou funkční (jsou to pouze pseudogeny) a počet funkčních genů pro čichové receptory nepřesahuje 400. Každý olfaktorický neuron (např. v lidském nose) nese pouze jeden druh olfaktorických receptorů. Všechny olfaktorické neurony s totožným čichovým receptorem přitom směřují do jediného místa v čichovém centru v mozku (bulbus olfactorius).
Způsob práce těchto receptorů je podobný jako u ostatních receptorů spřažených s G-proteinem. Po navázání odorantu (pachové látky) na receptor dojde na vnitřní straně k sérii kroků, které nakonec způsobí vznik druhého posla, cAMP. Tím se zesílí signál a nakonec je aktivován neurotransmiter glutamát, který pomocí otevírání iontových kanálů navodí akční potenciál. Tento signál je přenesen po axonu do mozku.